# Rubens, schilder en diplomaat
Pour plus de détails, voir Fiche technique et Distribution.
Rubens, schilder en diplomaat est un film belge réalisé par Roland Verhavert, sorti en 1977.

## Synopsis
La vie du peintre Pierre Paul Rubens.

## Fiche technique
- Titre : Rubens, schilder en diplomaat
- Titre français : Rubens, peintre et diplomate
- Réalisation : Roland Verhavert
- Scénario : Hugo Claus
- Photographie : Ralf Boumans
- Montage :
- Production : Jef Van de Water (responsable de la production)
- Société de production : Belgische Radio en Televisie et Kunst en Kino
- Pays :  Belgique
- Genre : Biopic, drame et historique
- Durée : 260 minutes
- Dates de sortie : 
  -  Belgique : 2 octobre 1977
  -  France : 7 janvier 1980 sur Antenne 2
  -  Québec : 25 juillet 1980 à la Télévision de Radio-Canada, en cinq parties[1]
  -  Suisse : TSR1

## Distribution
- Johan Leysen : Pierre Paul Rubens
- Robert Borremans : Diego Vélasquez
- Domien De Gruyter (nl) : le bourgmestre Nicolaas Rockox
- Serge Adriaensen : Frans Molenaar
- Eddy Asselbergs (nl) : Olivares
- Tine Balder (nl) : Maria Pypelinckx
- Eddie Brugman (nl) : Peter Pourbus
- Hugo Van den Berghe (nl) : Adriaen Brouwer
- Frans Van den Brande (nl) : Hertog van Lerma
- Joris Van den Eynde (nl) : Philippe II
- Ann Petersen : Marie de Médicis
- André van den Heuvel : Le Caravage
- Martin Van Zundert : Richelieu
- Lucas Vandervost (nl) : Jacob Jordaens
- Ingrid De Vos : Hélène Fourment
- Herbert Flack : l'ambassadeur Iberti
- Marja Koppejan : Suzanne Fourment
- Ludo Leroy : Balthazar Moretus
- Jan Pauwels (nl) : Karel I
- Ward de Ravet : Abraham Janssens
- Jérôme Reehuis (nl) : Hertog Vincent van Gonzagua
- Raf Reymen (nl) : le père Fourment
- Senne Rouffaer : le général Spinola
- Eddy Spruyt : Ferdinand
- Peter Strynckx : Filips Rubens
- Serge-Henri Valcke (nl) : Gerbier
- Nele van den Driessche : Isabella Brant
- Dora van der Groen : l'infante Isabella
- Bob Van Der Veken (nl) : Heer X
- Alex Van Rooyen : Adam Van Noort
- Henk van Ulsen (nl) : Otto Venius
- Rudi Van Vlaenderen (nl) : le cardinal Montalto
- Cara van Wersch (nl) : Gravin van Lalaing
- Johan Vanderbracht : l'archiduc Albrecht
- Gaston Vandermeulen (nl) : Ome Rik
- Johny Voners : Snyders
- Ronny Waterschoot (nl) : Chieppo

## Distinctions
Le film a été sélectionné par la Belgique pour l'Oscar du meilleur film international, mais n'a pas été nommé.